# Ropalonemàtids
Els ropalonemàtids (Rhopalonematidae) és una família d'hidrozous de l'ordre Trachymedusae. La família comprèn 16 gèneres i unes 35 espècies.

## Gèneres
| - Aglantha - Aglaura - Amphogona - Arctapodema - Benthocodon - Colobonema - Crossota - Pantachogon | - Persa - Ransonia - Rhopalonema - Sminthea - Stauraglaura - Tetrorchis - Vampyrocrossota - Voragonema Naumov, 1971 |